# جیمز دی لنسی
جیمز دی لنسی جونیور (James De Lancey Jr.)‏ (۱۷۳۲–۸ آوریل ۱۸۰۰)، سیاستمدار دوره استعماری، مربی اسب و پسر معاون فرماندار جیمز دی لنسی و آن هیثکوت بود.

## اوایل زندگی
او در سال ۱۷۳۲ در شهر نیویورک در خانه‌ای که پدربزرگش استیفن دی لنسی ساخته بود، به‌دنیا آمد. این خانه بعدها معروف شد و به‌نام میکده فرانسیس شناخته شد. او دو خواهر به نام‌های مارتا و سوزان دی لنسی داشت.
جیمز برای تحصیل به خارج از کشور فرستاده شد، ابتدا به ایتون و در سال ۱۷۵۰، به کالج پدرش، کالج کورپوس کریستی در کمبریج رفت.

## حرفه
او در سال ۱۷۵۳ به پیروی از پدرش در انجمن لینکلن پذیرفته شد و در آنجا تحصیلات خود را در رشته حقوق همراه با سایر هم‌استانی‌های ثروتمندش که این شیوه آموزش حقوقی را جذاب‌تر از کارآموزی کسل‌کننده در خانه برای یک وکیل دوره استعماری می‌دانستند، دنبال کرد. با این حال، او هرگز به کار وکالت مشغول نشد.

### جنگ فرانسه و سرخپوستان
جنگ فرانسویان و سرخپوستان بلافاصله پس از بازگشتش به آمریکا آغاز شد، لذا به محض اتمام دانشگاه وارد ارتش شد و به درجه کاپیتان رسید. گفته می‌شود که او در عملیات دریاچه جورج در سال ۱۷۵۸ معاون جیمز ابرکرومبی بود و در تصرف قلعه نیاگارا در سال ۱۷۵۹ شرکت داشت. فعالیت‌های نظامی او با مرگ پدرش پایان یافت. خبر مرگ پدرش را در ۳۰ ژوئیه ۱۷۶۰، پس از اینکه اسویگو را در پیشاهنگ ارتش به‌سوی کرون پوینت ترک می‌کرد، به او دادند. این امر باعث شد تا جیمز مسئولیت سرپرستی یکی از ثروتمندترین و قدرتمندترین خانواده‌های اشرافی استان را بر عهده بگیرد. دی لنسی، به استثنای فردریک فیلیپس، ثروتمندترین مرد در استان نیویورک بود و تا چندین سال خود را وقف گسترش املاکش کرد.
او در دوران جوانی خود در انگلستان، به ورزش‌های محبوب آن دوره علاقه‌مند شد. پس از به دست آوردن مایملک بزرگ خود، گفته می‌شود که نخستین اسب نژاد انگلیسی یا اسب‌های اصیل را که تا به حال به نیویورک آورده شده‌اند، وارد کرد. پس از چند سال، او بزرگترین و برگزیده‌ترین مجموعه و اصطبل اسب‌های مسابقه‌ای را در ایالت‌های مهاجرنشین، اگر نگوییم در کل کشور، گردآوری کرد. گفته می‌شود که او «پدر اسب‌دوانی در نیویورک» بوده‌است. حریف اصلی او در اسب‌سواری و سیاست لوئیس موریس پسر بود که بعداً یکی از امضاءکنندگان اعلامیه استقلال شد.

### حرفه سیاسی
مسئولیت‌های او به‌عنوان سرپرست خانواده نه تنها شامل توسعه املاک گسترده دی لنسی و اداره کسب‌وکار خانوادگی، بلکه تداوم نفوذ سیاسی در جهت منافع دی لنسی نیز بود. در ابتدا، ثروت سیاسی خانواده دی لنسی در زمان جیمز پسر که بر خلاف پدر جایگاهی بزرگ و رسمی و نفوذی قدرتمند در لندن نداشت، رو به افول گذاشت. در انتخابات مجلس در سال ۱۷۶۱، لیوینگستون‌ها پیروز شدند، اما فقط به‌طور موقت؛ زیرا در طی ده سال بعدی، جیمز دی لنسی توانست به طرز ماهرانه‌ای نفوذ خود و حزبش را تقویت کند.

### حزب سیاسی دی لنسی
اگرچه جیمز دی لنسی رهبر حزب قضایی بود، اما به‌خاطر مخالفتش با قانون تمبر مورد توجه عامه مردم قرار گرفت، اما او از خشونت اوباش در راستای اعتراض به اقدامات بریتانیا مخالف بود و افزایش فعالیت افراد فاقد حق رای او را نگران کرده بود. ظاهراً موقعیت دی لنسی در زمان تصویب قانون تمبر باعث شد که او در میان توده‌ها جایگاه خوبی داشته باشد. حزب دی لنسی در سال ۱۷۶۸ نمایندگی شهر را در مجمع به دست آورد. جیمز دومین تعداد آرای گروه را دریافت کرد و ائتلاف وکیل ویگ را شکست داد. دی لنسی روش‌های سنتی‌تر و محافظه‌کارانه‌تری را برای مخالفت با قانون بریتانیا ترجیح می‌داد: عدم واردات و تحریم ناقضان قرارداد عدم واردات؛ بنابراین دی لنسی از اکثریت تاجران که خواستار جلوگیری از افزایش نفوذ صنعت‌گران در بحران قانون تمبر بودند، حمایت کرد.
با این حال، در اکتبر ۱۷۶۹ کمیته دی لنسی مورد حمله جامعه صنعت‌گران قرار گرفت. هنگامی که مجمع تحت کنترل دی لنسی مالیات ویژه‌ای را برای جمع‌آوری بودجه برای اجرای قانون پناهگاه (Quartering Act) تصویب کرد، حمایت از دی لنسی کمتر هم شد. دی لنسی می‌دانست که با تصویب مالیات، احتمالاً حمایت صنعت‌گران قبلی خود را از دست می‌دهند، اما تجارت تا نقطه هشدار کاهش یافته بود و ارز کمی وجود داشت. جیمز دی لنسی یکی از اعضای کمیته مکاتبات نیویورک بود که در سال ۱۷۷۴ نامه‌ای را به ادموند برک در اعتراض به اقدامات دولت بریتانیا ارسال کرد. دی لنسی اذعان کرد که صلاحیت اعمال پارلمان مغایر با حقوق انگلیسی‌ها نیست، اما حق دریافت مالیات بدون رضایت را نپذیرفت.

### پرواز به انگلستان
در ۱ آوریل ۱۷۷۵، او در کمیته‌ای برای مکاتبه با مستعمرات دیگر قرار گرفت، اما تا آن زمان عامه مردم اعتماد چندانی به مجمع تحت کنترل دی لانسی نداشتند. او که متوجه شد نفوذش در استان تقریباً از بین رفته‌است، در آوریل همان سال پس از نبرد لکسینگتون، مستعمره را ترک کرد؛ او با سفر از طریق فورت استانویکس به کانادا، در ماه مه ۱۷۷۵ عازم انگلستان شد.
تا قبل از تخلیه شهر، او همچنان می‌توانست از اجاره‌ای که مستاجرانش در لوئر ایست ساید می‌پرداختند، با خیال راحت زندگی کند. دی لنسی ناگهان اقداماتی را انجام داد تا در زمانی که بریتانیا همچنان نیویورک را در اختیار داشت تا آنجا که می‌تواند از دارایی‌هایش کسب درآمد کند. در سال ۱۷۸۰، او برادرخوانده و وکلای خود را مأمور فروش دارایی‌هایش در نیویورک کرد. از سال تصویب قانون مصادره اموال، عایدی دی لنسی که اکنون به شدت کاهش یافته بود، با کمک مالی ۲۰۰ پوندی در سال از سوی خزانه‌داری بریتانیا تکمیل شد. از مجموع مطالبات غرامت که به مبلغ ۵۶۷۸۱ پوند می‌رسید، دی لنسی نهایتاً ۲۹۸۴۲ پوند دریافت کرد و پس از فردریک فیلیپس دومین نفری بود که برنده کمک‌خرجی شد که به نیویورکی‌ها می‌پرداختند.
ارتباطات اجتماعی چشم‌گیر دی لنسی او را به عنوان یک رهبر طبیعی برای نهضت وفادارماندگان در انگلستان نشان می‌داد. دی لنسی تا روزهای آخر زندگی خود به بالاترین محافل اجتماعی خارج از کشور رفت و آمد می‌کرد. در سال ۱۷۹۱، جیمز ریوینگتون او را «در وست مینستر لرد ساوتهمپتون» خطاب کرد.

## ارجاعات
1. ↑  Lamb, Martha Joanna (1880). History of the City of New York: Its Origin, Rise, and Progress (به انگلیسی). A. S. Barnes. pp. 296, 297, 300. Retrieved 6 May 2018.
2. ↑  "Col. William Smith, "Tangier" > b. 2 FEB 1654/5 Newton near Higham Ferry, Northampton, England d. 18 FEB 1704/5 Setauket (St. George Manor), Brookhaven, Suffolk, NY: Brookhaven & South Haven Hamlets, Suffolk County, NY". brookhavensouthhaven.org. Archived from the original on 30 April 2009. Retrieved 27 March 2022.
3. ↑  "Martha Tunstall, > b. d. 1 SEP 1709 Setauket (St. George Manor), Brookhaven, Suffolk, NY: Brookhaven & South Haven Hamlets, Suffolk County, NY". brookhavensouthhaven.org. Archived from the original on 4 March 2016. Retrieved 27 March 2022.
4. 1 2  Reynolds, Cuyler (1914). Genealogical and Family History of Southern New York and the Hudson River Valley: A Record of the Achievements of Her People in the Making of a Commonwealth and the Building of a Nation (به انگلیسی). Lewis Historical Publishing Company. p. 1332. Retrieved 6 May 2018.
5. ↑  Lock, F. P.; Lock, Professor of English F. P. (1998). Edmund Burke: Volume I, 1730-1784 (به انگلیسی). Clarendon Press. p. 309. ISBN 978-0-19-820676-7. Retrieved 6 May 2018.
6. ↑  The Magazine of History: With Notes and Queries, Volumes 3-4, page 189
7. ↑  Flick page 198
8. ↑  Reitano, Joanne (2015). New York State: Peoples, Places, and Priorities: A Concise History with Sources (به انگلیسی). Routledge. p. 48. ISBN 978-1-136-69997-9. Retrieved 6 May 2018.
9. ↑  Johnson and Brown. The Twentieth Century Biographical Dictionary of Notable Americans, 1904.
10. ↑  Flick page 203.
11. ↑  Flick, Alexander Clarence. New York History: Quarterly Journal of the New York State Historical Association, 1999, Volume 80; Volume 97, page 205